# Turmgold (Roman)
Turmgold ist ein politischer Thriller und ein Roman des Schriftstellers Peter Grandl. Der Roman erschien am 1. Dezember 2022 beim Piper Verlag.
Turmgold ist die Fortsetzung des Romans Turmschatten und der zweite Teil der Turm-Reihe, die auf drei Bände angelegt ist.

## Handlung
Turmgold spielt im Jahr 2020, zehn Jahre nach den Ereignissen von Turmschatten. In vier miteinander verwobenen Handlungssträngen setzt der Autor die Geschichte seiner Protagonisten aus Band 1 fort.
Strang 1: 10 Jahre sind vergangen, seit Ephraim Zamir in seinem Turm vier Neonazis als Geiseln gehalten und verhört hat. Inzwischen ist in den Turm ein jüdischer Kindergarten eingezogen, den Shalhevet Ehrenberg leitet, die einst die Geliebte des Neonazis Karl Rieger war. Kurz nach dem 10. Jahrestag stürmt Steiner, einer der ehemaligen Gefangenen aus dem Geiseldrama, den Turm mit seinem Cousin Lutz. Ihr einziges Ziel ist es, die Kinder im Turm zu ermorden und unerkannt wieder zu entkommen. Der Plan misslingt, denn die Kinder und ihre Betreuerinnen können in geheime Katakomben unterhalb des Turms entkommen, die sie durch Zufall entdeckt haben. Zeitgleich umstellen Spezialkräfte der Polizei den Turm. Steiner und Lutz sitzen fest. Sie gaukeln der Polizei vor, dass die Kinder im Turm ihre Geiseln wären, um einen Zugriff zu verhindern. Parallel dazu versuchen sie in den Katakomben die Kinder ausfindig zu machen und einen Fluchtweg zu finden.
Strang 2: Karl Rieger, einst Leitfigur der rechten Szene, hat im Zeugenschutzprogramm als Paul Trautmann ein neues Leben begonnen. Seine neue Familie (er hat geheiratet und hat zwei Töchter) wissen nichts von seiner Vergangenheit, bis der im Turm eingeschlossene Steiner als Gegenleistung für seine angeblich gefangenen Kinder, den Austausch mit Karl Rieger fordert.
Strang 3: Der Architekt, der einst für Ephraim Zamir den Turm umgebaut hat, ist lange vor der dem Zugriff von Steiner und Lutz darauf gestoßen, dass unterhalb des Turms möglicherweise das verschollene Nazi-Gold lagert. Gemeinsam mit dem AfD-Politiker Bernd Hessel und einem Schweizer Investor hatten sie während des Corona-Lockdowns heimlich Kernbohrungen im Turm durchführen lassen. Das erneute Drama im Turm durch Steiner und Lutz stellt ein gewaltiges Problem für sie dar.
Strang 4: Marie Stresemann schließt sich einer linksradikalen Studenten-Vereinigung an, die den Mord des hochrangigen AfD-Politikers Bernd Hessel planen.

## Rezensionen
„Reichsbürger und Offiziere haben Waffen, Munition und finanzielle Unterstützer. Ihr eigentlicher Plan ist in der deutschen Hauptstadt zuzuschlagen, aber dann überstürzen sich die Ereignisse. Und so machen sich bereits am 19. Oktober 2020 schwerbewaffnete Ex-Militärs und Neonazis auf den Weg nach München, "um der Geschichte dieses Staates eine neue Wendung zu geben". Im Roman ist da schon viel passiert, und der geplante Putsch ist nur ein kleiner Teil der Handlung. Aber er zeigt, wie nahe auch der zweite Band von Grandls auf drei Teile angelegter "Turm"-Reihe an der Realität ist. Man merkt, dass Grandl hier genauso wie bei "Turmschatten" nicht nur auf Spannung setzt. Sondern auch auf eine große Wirklichkeitsnähe und politische Aufklärung.“ (Jürgen Moises, Süddeutsche Zeitung).
„Turmgold ist ein aufregender, wachrüttelnder, beklemmender Thriller. Realitätsnah, weil er gut recherchiert die Kulmination von Ereignissen durchspielt, die fast alle schon einmal geschehen sind  (…)  Die Handlungsstränge sind geschickt miteinander verwoben und erzeugen zusammen einen übergreifenden Spannungsbogen. Jeder, der sich ein wenig mit der rechtsextremen Szene in Deutschland auseinandergesetzt hat, weiß, dass Grandl hier keine Märchen erzählt.“ (RTL).
„Autor Peter Grandl erzählt die Geschichte aus vielen Perspektiven. Die zahlreichen Handlungsstränge ... sind unglaublich wertvoll für die Tiefe der Handlung in ›Turmgold‹. Selten beleuchtet ein Buch einen Fall so umfassend. So macht jedes Kapitel Spaß zu lesen. Peter Grandl verarbeitet aktuelle Ereignisse in seinem Thriller, wie den Mord an Walter Lübcke und die Reichsbürger-Szene. Das gibt der Geschichte eine besondere Brisanz. Daher: eine klare Leseempfehlung.“ (Straubinger Tagblatt).

## Fortsetzung
Peter Grandl gab in einem Podcast bekannt, dass zwei weitere Bände die Reihe ergänzen werden. Der Band Turmerbe wird den Abschluss der Trilogie bilden. Turmbau soll als Prequel zu der Trilogie erscheinen.

## Buch und Hörbuchausgaben
- Turmgold, Piper Verlag, ISBN 978-3-492-06322-7
- Turmgold Hörbuch nach der Piper-Vorlage, HörbucHHamburg HHV
- Turmschatten Hardcover, Eulenspiegel-Verlag, ISBN 978-3-360-01356-9
- Turmschatten Paperback, Piper Verlag, ISBN 978-3-492-06321-0
- Turmschatten Hörbuch nach der Piper-Vorlage, HörbucHHamburg HHV

## Auszeichnungen
- 2023: Heinrich Böll Stiftung – „Turmgold“, bester politischer Kriminalroman des Jahres[6]